# Greatest Hits (álbum de Dido)
Greatest Hits é um álbum de grandes êxitos da cantora britânica Dido, lançado a 21 de Novembro de 2013 em Portugal e um dia depois na Alemanha, Austrália e Irlanda através da RCA Records. Consiste na compilação dos singles da artista desde do seu primeiro disco de originais, No Angel (1999), até ao seu último lançamento, Girl Who Got Away (2013). Além de incluir uma faixa inédita, "NYC", conta ainda com um duplo CD com remisturas.

## Alinhamento de faixas
O alinhamento final foi revelado a 9 de Outubro de 2013 através da página do Facebook oficial da cantora.
| N.º | Título                                                    | Compositor(es)                                                         | Produtor(es)              | Duração |  |
| 1.  | "Here with Me"                                            | Dido Armstrong, Paul Statham, Pascal Gabriel                           | Dido, Rick Nowels         | 4:13    |  |
| 2.  | "Thank You"                                               | D. Armstrong, P. Herman                                                | Rollo Armstrong, Dido     | 3:37    |  |
| 3.  | "Hunter"                                                  | D. Armstrong, R. Armstrong                                             | Dido, R. Nowels           | 3:55    |  |
| 4.  | "White Flag"                                              | D. Armstrong, R. Armstrong, Rick Nowels                                | Dido, R. Nowels           | 3:58    |  |
| 5.  | "Life for Rent"                                           | D. Armstrong, R. Armstrong                                             | Rollo, Dido               | 3:42    |  |
| 6.  | "Don't Leave Home"                                        | D. Armstrong, R. Armstrong                                             | Rollo, Dido               | 3:48    |  |
| 7.  | "Sand in My Shoes"                                        | D. Armstrong, R. Nowels                                                | Dido, R. Nowels           | 4:59    |  |
| 8.  | "Don't Believe in Love"                                   | D. Armstrong, R. Armstrong, Jon Brion                                  | Rollo, Dido, Jon Brion    | 3:53    |  |
| 9.  | "Quiet Times"                                             | D. Armstrong                                                           | Rollo, Dido               | 3:17    |  |
| 10. | "Grafton Street"                                          | D. Armstrong, R. Armstrong, Brian Eno                                  | Rollo, Dido               | 5:58    |  |
| 11. | "Everything to Lose"                                      | D. Armstrong, R. Armstrong, Ayalah Bentovim                            | Rollo, Dido, Sister Bliss | 4:32    |  |
| 12. | "Let Us Move On" (com Kendrick Lamar)                     | D. Armstrong, R. Armstrong, Jeff Bhasker, Kendrick Lamar, Pat Reynolds | Rollo, Dido               | 4:10    |  |
| 13. | "No Freedom"                                              | D. Armstrong, R. Nowels                                                | Rollo, Dido, R. Nowels    | 3:15    |  |
| 14. | "End of Night"                                            | D. Armstrong, Greg Kurstin                                             | Kurstin                   | 3:58    |  |
| 15. | "One Step Too Far" (edição de rádio) (Faithless com Dido) | D. Armstrong, R. Armstrong, A. Bentovim, Maxi Jazz                     | Rollo, Dido, Sister Bliss | 3:24    |  |
| 16. | "Stan" (Eminem com Dido)                                  | D. Armstrong, P. Herman, Marshall Mathers                              | The 45 King, Eminem       | 6:43    |  |
| 17. | "If I Rise" (com A.R. Rahman)                             | D. Armstrong, R. Armstrong, A.R. Rahman                                | Rollo, Dido, A.R. Rahman  | 4:38    |  |
| 18. | "NYC"                                                     | D. Armstrong, Kurstin, R. Armstrong, Daisy Armstrong                   |                           | 4:03    |  |

| CD bónus da edição deluxe |                                                                 |                |              |         |  |
| N.º                       | Título                                                          | Compositor(es) | Produtor(es) | Duração |  |
| 1.                        | "Here with Me" (Chillin' With The Family Mix)                   |                |              | 5:16    |  |
| 2.                        | "Thank You" (Deep Dish Radio Edit)                              |                |              | 4:11    |  |
| 3.                        | "Hunter" (M J Cole Remix)                                       |                |              | 6:08    |  |
| 4.                        | "White Flag" (Timbaland Remix)                                  |                |              | 3:30    |  |
| 5.                        | "Life for Rent" (Skinny 4 Rent Mix)                             |                |              | 4:55    |  |
| 6.                        | "Sand in My Shoes" (Above & Beyond Radio Edit)                  |                |              | 3:21    |  |
| 7.                        | "Don't Leave Home" (Gabriel & Dresden Radio Mix)                |                |              | 4:14    |  |
| 8.                        | "Don't Believe in Love" (Dennis Ferrer's Objektivity Radio Mix) |                |              | 4:32    |  |
| 9.                        | "No Freedom" (DJ Cobra Mix)                                     |                |              | 6:20    |  |
| 10.                       | "End of Night" (Cedric Gervais Remix)                           |                |              | 5:53    |  |
| 11.                       | "Go Dreaming" (Mantronix Remix)                                 |                |              | 4:31    |  |
| 12.                       | "Blackbird" (Moguai Remix)                                      |                |              | 6:46    |  |
| 13.                       | "Northern Skies" (Rollo Remix)                                  |                |              | 5:53    |  |

## Desempenho nas tabelas musicais

### Posições
| Tabela musical (2013)            | Melhor posição |
| -------------------------------- | -------------- |
| Austrália - ARIA Albums Chart    | 96             |
| Bélgica - Ultratop 50 (Flandres) | 81             |
| Bélgica - Ultratop 50 (Valónia)  | 61             |
| Coreia do Sul - Gaon Album Chart | 31             |
| Escócia - Scottish Albums Chart  | 38             |
| Espanha - PROMUSICAE             | 85             |
| Irlanda - IRMA                   | 41             |
| Reino Unido - UK Albums Chart    | 27             |
| Suíça - Schweizer Hitparade      | 57             |

## Histórico de lançamento
| País           | Data                   | Formato              | Editora discográfica |
| -------------- | ---------------------- | -------------------- | -------------------- |
| Portugal       | 21 de Novembro de 2013 | CD, descarga digital | Sony Music           |
| Alemanha       | 22 de Novembro de 2013 | CD, descarga digital | RCA                  |
| Austrália      | 22 de Novembro de 2013 | CD, descarga digital | RCA                  |
| Irlanda        | 22 de Novembro de 2013 | CD, descarga digital | RCA                  |
| Estados Unidos | 25 de Novembro de 2013 | CD, descarga digital | RCA                  |
| França         | 25 de Novembro de 2013 | CD, descarga digital | RCA                  |
| Reino Unido    | 25 de Novembro de 2013 | CD, descarga digital | RCA                  |